# Nesodryas dryope
Nesodryas dryope är en insektsart som beskrevs av George Willis Kirkaldy 1910. Nesodryas dryope ingår i släktet Nesodryas och familjen sporrstritar. Inga underarter finns listade i Catalogue of Life.